# Sahara India Pariwar
Sahara India Pariwar ist ein indischer Mischkonzern, dessen Hauptsitz in Lucknow liegt und von Subrata Roy gegründet wurde. 

## Unternehmen
Das Unternehmen ist aktiv in den Bereichen Finanzen, Infrastruktur und Wohnungsbau, Media und Entertainment und Fertigungs- und Informationstechnologie. Es hat eine Marktkapitalisierung von US $ 25,94 Milliarden. Der Brand Trust Report führt Sahara India Pariwar in den Top 100 der weltweit bekanntesten Indiens. 
Zwischenzeitlich befand sich das New Yorker Luxushotel The Plaza im Besitz des Konzerns.
Des Weiteren war die Fluggesellschaft Air Sahara in ihrem Besitz, welche am 20. September 1991 gegründet wurde. Am 3. Dezember 1993 nahm es mit zwei Flugzeugen der Boeing 737-200 ihre Tätigkeit auf. Am 12. April 2007 wurde die Fluggesellschaft von Jet Airways für ca. 350 Millionen US-Dollar übernommen. Daraufhin wurde Air Sahara in JetLite umbenannt und als Billigfluggesellschaft betrieben.
Die Gruppe ist ein bedeutender Förderer von Sport in Indien. Es besaß das neue IPL -Team Pune Warriors India und ist des Weiteren einer der wichtigsten Sponsoren des indischen Cricket-Teams. Es besitzt 42,5 % der Anteile an dem Formel 1 Team Force India, welches es im Oktober 2011 erwarb. Dieses meldete jedoch im Jahr 2018 Insolvenz an und ging daraufhin im Team Racing Point Force India auf. Auch sponsert es die Indische Hockeynationalmannschaft der Herren.